# Lars Fallenius
Lars Erik Gustav Fallenius, född 19 maj 1942 i Umeå, död 22 februari 2025 i Örebro, var en svensk jurist som var lagman i Lindesbergs tingsrätt från 1990 till dess nedläggning 2005.
Fallenius avlade studentexamen i Umeå 1962 och juris  kandidatexamen vid Uppsala universitet 1967. Han blev assessor i hovrätten för Övre Norrland 1975 och hovrättsråd där 1980. Fallenius utsågs till lagman i Lindesbergs tingsrätt den 16 augusti 1990.
Fallenius var son till borgmästare Arne Fallenius och hans maka Marie-Louise Smedberg.